# Médaille de la Famille

Bandschnalle in Gold

Bandschnalle in Silber

Bandschnalle in Bronze

Die Médaille de la Famille (frz. „Orden der Familie“) ist eine Auszeichnung, die von der französischen Regierung an Eltern vergeben wird, welche mehrere Kinder „mit Würde“ großgezogen haben.

## Geschichte
Die Auszeichnung wurde am 26. Mai 1920 unter dem Namen „Médaille d’honneur de la famille française“ ins Leben gerufen, um wegen der Toten des Ersten Weltkriegs das Zeugen neuer Kinder zu fördern. Besonders mangelte es an jungen Männern. Gestiftet wurde der Orden vom französischen Präsidenten. Zuständig für die Umsetzung war das Ministerium de l’hygiène, de l’assistance et de la prévoyance sociales. Abseits der reinen Kinderanzahl müssen die Kinder jedoch auch „mit Würde“ (dignement) großgezogen worden sein. So muss nachgewiesen werden, dass die Kinder in einem „Zustand körperlicher und geistiger Hygiene“ sind sowie eine „Liebe zur Arbeit und Rechtschaffenheit und eine soziale und patriotische Gesinnung“ haben.
Derzeit ist Marie José Thollot Präsidentin der Fédération Nationale de la Médaille d'honneur de la Famille française (Nationaler Verband des Ehrenordens der französischen Familie).

## Stufen
- Bronze: Médaille de bronze (4 oder 5 Kinder) 
 Die Bronze-Medaille wird auch an Kriegswitwen mit drei Kindern vergeben.
- Silber: Médaille d'argent (6 oder 7 Kinder)
- Gold: Médaille d'or (8 oder mehr Kinder)

Die Stufen stimmen mit denen des 1938 gestifteten deutschen Mutterkreuzes überein.

## Andere Staaten
In anderen Staaten wurden ähnliche Titel verliehen, beispielsweise 
- Ehrenkreuz der Deutschen Mutter (Deutsches Reich, 1938)
- Orden des Mutterruhms (russisch Орден Материнская слава) (Sowjetunion, 1944)
- Ehrentitel „Heldenmutter“ (russisch Мать-героиня) (Sowjetunion, 1944)
- Ehrentitel „Heldenmutter“ (albanisch Nënë Heroinë) (Sozialistische Volksrepublik Albanien, 1945)